# Guitar Hero: World Tour
Guitar Hero: World Tour é um jogo eletrônico de ritmo musical. Foi desenvolvido pela Neversoft e publicado pela Activision. Foi lançado no dia 27 de outubro de 2008. Atualmente, está disponível em modelos como Xbox 360, PlayStation 2, PlayStation 3 e Wii.

## Jogabilidade

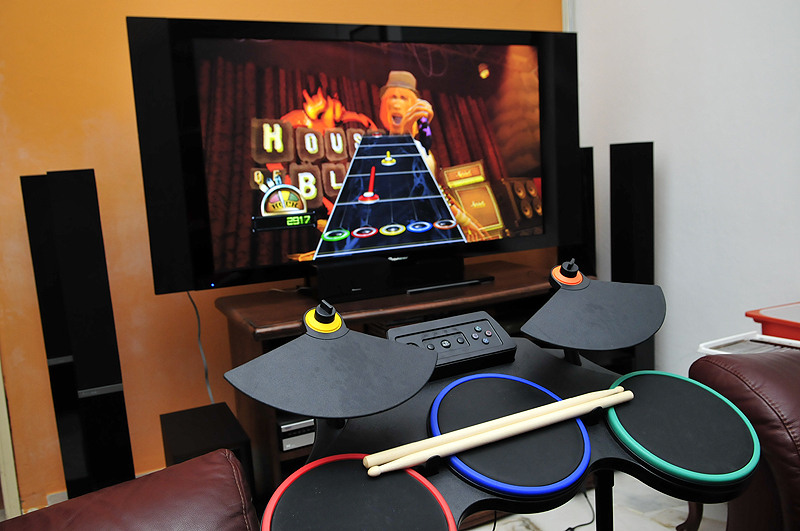
Bateria do Guitar Hero World Tour.

Guitar Hero World Tour terá como base os atuais de jogabilidade do anterior Guitar Hero. O Star Power, recurso que tem surgido ao longo de todo o Guitar Hero série está voltando. O tradicional único jogador, Carrer Mode, tem sido redefinidos. Em vez de jogar através de uma setlist, os jogadores vão encontrar durante o modo carreira, que oferecem uma escolha de músicas para jogar, sendo, no entanto, não têm de completar todas as músicas na lista de proceder. Os níveis de dificuldade incluiu uma nova dificuldade denominado "Iniciante", bem como o regular modos dificuldade (Easy, Medium, Hard e Expert), este Modo Carreira irá permitir aos jogadores para uma queda menor de dificuldade, sem reiniciar suas carreiras, se eles têm dificuldade com uma canção. O jogador também será capaz de mudar para um instrumento diferente durante a mesma carreira sem ter que reiniciar. Há cinco modos total instrumento de carreira dentro do jogo: guitarra,baixo, bateria, voz, e online / offline banda completa.

## Personalização
Os usuários poderão utilizar o modo "Create-a-Rocker", baseado no similar modo "Create-a-Skater" de Tony Hawk's e do caráter avançado sistema de criação a partir do "Tiger Woods PGA Tour Series". Os jogadores serão capazes de afectar a pose de seu personagem, vestuário, tatuagens, maquiagem e idade. Personagens das versões anteriores de Guitar Hero também estarão disponíveis como modelos de partida para a criação de um rocker. Como resultado da presente ação judicial com Guitarras Gibson, o jogador também será capaz de personalizar as suas próprias guitarras para o jogo com um grau elevado. Baterias e microfones também serão personalizáveis.

## Personalizar Canções
Guitar Hero World Tour irá permitir aos jogadores criar as suas próprias canções e compartilhá-los com os outros através do Xbox Live, PlayStation Network, e Nintendo Wi-Fi Connection Internet Capacities. O Vocal não é suportado por essa modalidade devido aos direitos autorais. Originalmente, o jogo irá incluir um modo "Jam Over", o que permitirá aos jogadores criar novas pistas sobre as músicas do disco já existente, mas a Activision tinha declarado que esta modalidade tinha sido retirado do jogo.

## Download
Além de customizar canções, os jogadores do Xbox 360, PlayStation 3 e Wii poderão fazer download de novas canções licenciadas para o jogo. Este é o primeiro jogo da série a apoiar a função Guitar Hero Download sobre o Wii.Os usuários do Wii serão capazes de armazenar músicas baixadas nas memórias internas do Wii ou em um cartão SD em um "Rock Arquivo", e em seguida, será capaz de criar listas de presente.

## Novidades
- A criação de músicas próprias estará disponível.
- Será possível tocar bateria e cantar.
- Edição dos personagens que ficam ao fundo durante o jogo: a banda (cantor, guitarrista, etc.)
- Criação de uma guitarra própria, escolhendo os captadores, alavancas, cordas, braço etc.
- Presença de personagens reais no jogo, entre eles Ozzy Osbourne, Jimi Hendrix, Sting, Travis Barker, Billy Corgan, Hayley Williams, além de "Guitar Battles" com Ted Nugent e Zakk Wylde.

## Lista de músicas
A lista é composta por 84 músicas de bandas e estilos totalmente distintos dentro do Rock, além de duas "Guitar Battles" contra os guitarristas Ted Nugent e Zakk Wylde.
O set-list completo foi revelado em 12 de setembro de 2008.
| Música                              | Artista                      |
| ----------------------------------- | ---------------------------- |
| "About a Girl" (versão Unplugged)   | Nirvana                      |
| "Aggro"                             | The Enemy                    |
| "American Woman"                    | The Guess Who                |
| "Anti-Social"                       | Trust                        |
| "Are You Gonna Go My Way"           | Lenny Kravitz                |
| "Assassin"                          | Muse                         |
| "Band on the Run"                   | Wings                        |
| "Beat It"                           | Michael Jackson              |
| "Beautiful Disaster"                | 311                          |
| "B.Y.O.B."                          | System of a Down             |
| "Crazy Train"                       | Ozzy Osbourne                |
| "Dammit"                            | Blink-182                    |
| "Demolition Man" (versão Live)      | The Police                   |
| "Do It Again"                       | Steely Dan                   |
| "Escuela de Calor"                  | Radio Futura                 |
| "Everlong"                          | Foo Fighters                 |
| "Eye of the Tiger"                  | Survivor                     |
| "Feel the Pain"                     | Dinosaur Jr.                 |
| "Float On"                          | Modest Mouse                 |
| "Freak on a Leash"                  | Korn                         |
| "Go Your Own Way"                   | Fleetwood Mac                |
| "Good God"                          | Anouk                        |
| "Hail to the Freaks"                | Beatsteaks                   |
| "Heartbreaker"                      | Pat Benatar                  |
| "Hey Man, Nice Shot"                | Filter                       |
| "Hollywood Nights"                  | Bob Seger                    |
| "Hot for Teacher"                   | Van Halen                    |
| "Hotel California"                  | The Eagles                   |
| "Kick Out the Jams"                 | Wayne Kramer                 |
| "L'Via L'Viaquez"                   | Mars Volta                   |
| "La Bamba"                          | Los Lobos                    |
| "Lazy Eye"                          | Silversun Pickups            |
| "Livin' on a Prayer"                | Bon Jovi                     |
| "Love Me Two Times"                 | The Doors                    |
| "Love Removal Machine"              | The Cult                     |
| "Love Spreads"                      | The Stone Roses              |
| "Misery Business"                   | Paramore                     |
| "Mountain Song"                     | Jane's Addiction             |
| "Mr. Crowley"                       | Ozzy Osbourne                |
| "Never Too Late"                    | The Answer                   |
| "No Sleep Till Brooklyn"            | Beastie Boys                 |
| "Nuvole e Lenzuola"                 | Negramaro                    |
| "One Armed Scissor"                 | At the Drive-In              |
| "One Way or Another"                | Blondie                      |
| "Our Truth"                         | Lacuna Coil                  |
| "Overkill"                          | Motörhead                    |
| "Parabola"                          | Tool                         |
| "Pretty Vacant"                     | Sex Pistols                  |
| "Prisoner of Society"               | The Living End               |
| "Pull Me Under"                     | Dream Theater                |
| "Purple Haze" (versão Live)         | Jimi Hendrix                 |
| "Ramblin' Man"                      | The Allman Brothers Band     |
| "Re-Education (Through Labor)"      | Rise Against                 |
| "Rebel Yell"                        | Billy Idol                   |
| "Rooftops (A Liberation Broadcast)" | Lostprophets                 |
| "Santeria"                          | Sublime                      |
| "Satch Boogie"                      | Joe Satriani                 |
| "Schism"                            | Tool                         |
| "Scream Aim Fire"                   | Bullet for My Valentine      |
| "Shiver"                            | Coldplay                     |
| "Some Might Say"                    | Oasis                        |
| "Soul Doubt"                        | NOFX                         |
| "Spiderwebs"                        | No Doubt                     |
| "Stillborn"                         | Black Label Society          |
| "Stranglehold"                      | Ted Nugent                   |
| "Sweet Home Alabama" (Live)         | Lynyrd Skynyrd               |
| "The Joker"                         | Steve Miller Band            |
| "The Kill"                          | 30 Seconds to Mars           |
| "The Middle"                        | Jimmy Eat World              |
| "The One I Love"                    | R.E.M.                       |
| "The Wind Cries Mary"               | Jimi Hendrix                 |
| "Today"                             | The Smashing Pumpkins        |
| "Too Much, Too Young, Too Fast"     | Airbourne                    |
| "Toy Boy"                           | Stuck in the Sound           |
| "Trapped Under Ice"                 | Metallica                    |
| "Up Around the Bend"                | Creedence Clearwater Revival |
| "Vicarious"                         | Tool                         |
| "Vinternoll 2"                      | Kent                         |
| "Weapon of Choice"                  | Black Rebel Motorcycle Club  |
| "What I've Done"                    | Linkin Park                  |
| "You're Gonna Say Yeah"             | HushPuppies                  |